# Loch of Stenness
Der Loch of Stenness und der Loch of Harray sind die beiden größten Seen der Orkneyinseln. Sie liegen auf der Hauptinsel Mainland. Der Loch of Stenness ist nach der nahe gelegenen Gemeinde Stenness benannt. Der altnordische Name ist Steinnesvatn. Er ist nordöstlich von Stromness mit dem Atlantik verbunden und damit die größte Brackwasserlagune Großbritanniens. Die beiden Seen haben zusammen eine Fläche von 19,3 km². Allerdings ist das Volumen gering, denn der Loch of Stenness hat eine maximale Tiefe von 5,2 m. Er ist gemeinsam mit den Stones of Stenness Teil des UNESCO-Welterbes The Heart of Neolithic Orkney.
Am Nordende des Sees liegt ein Crannóg.